# With a Kodak
With a Kodak est un film américain réalisé par Mack Sennett, sorti en 1912.

## Fiche technique
- Titre original : With a Kodak
- Réalisation : Mack Sennett
- Société de production : American Mutoscope and Biograph Company
- Pays de production :  États-Unis
- Langue originale : anglais américain
- Format : noir et blanc - film muet
- Dates de sortie :
  - USA : 25 janvier 1912

## Distribution
- Edward Dillon
- Vivian Prescott
- Fred Mace